# Hořín
Hořín (en allemand : Horschin) est une commune du district de Mělník, dans la région de Bohême-Centrale, en République tchèque. Sa population s'élevait à 841 habitants en 2020.

## Géographie
Hořín est arrosée par l'Elbe et la Vltava, dont la confluence — figurée sur les symboles de la commune — se trouve à sa limite orientale. L'Elbe sépare Hořín de Mělník, qui lui fait face sur l'autre rive, et elle se trouve à 31 km au nord du centre de Prague.
La commune est limitée par Dolní Beřkovice au nord, par Mělník à l'est, par Obříství au sud-est, par Zálezlice au sud, et par Lužec nad Vltavou et Býkev à l'ouest.

## Histoire
La première mention écrite de la localité date de 1336.

## Administration
La commune se compose de quatre quartiers :
- Hořín
- Brozánky
- Vrbno
- Zelčín

## Personnalités liées
- Denis Višinský, footballeur y est né en 2003